# 陳健波
陳健波，GBS，JP，1954年生於中國大陸，籍貫廣東潮州，現任香港立法會議員（保險界）、行政會議成員、香港交易所及結算所有限公司非執行董事、廉政公署貪污問題諮詢委員會主席、香港中文大學醫院董事及市區重建局非官方非執行董事。曾任立橋保險集團控股有限公司行政總裁，慕尼黑再保險公司香港分公司行政總裁，曾於恒生銀行任職31年，離職前為恒生銀行助理總經理兼保險業務主管，曾任華商保險公會主席及香港保險業聯會主席。

## 背景
陳健波1954年出生於中國大陸，他畢業於天主教伍華中學，其後考獲英國特許保險學院院士資格，其資格獲英國政府評審為等同大學榮譽學士資歷。他於1974年加入恒生銀行工作，2005年5月離職前任該公司助理總經理兼保險業務主管。同年6月，陳健波獲委任為慕尼黑再保險香港分公司行政總裁，成為該公司自1962年在香港成立以來的首位華人行政總裁。
2008年立法會選舉，陳智思選擇不角逐連任保險界立法會議員，在120多間保險公司一公司一票的制度下，陳健波以60票對52票之差，擊敗另一候選人蔡中虎，成功當選為第四屆香港立法會議員。
2012年及2016年立法會選舉於保險界功能界別自動當選。
2021年立法會選舉於保險界功能界別，以65票對24票，擊敗另一位候選人陳照男，當選為第七屆香港立法會議員。
2022年7月起，擔任行政會議非官守議員。
2024年2月16日，特區政府委任陳健波為香港交易所董事，由2024年4月24日生效。

## 個人履歷
- 立橋保險集團控股有限公司行政總裁兼執行董事（2019年至2022年9月）
- 立橋保險集團控股有限公司資深顧問-管理顧問（2019年至2019年）
- 東亞銀行獨立非執行董事（2017年至2019年）
- Member of the Munich Re China Advisory Board（2009年至2016年）
- 慕尼黑再保險香港分公司行政總裁（2005年至2009年）
- 恒生人壽保險有限公司董事（1995年至2005年）
- 恒生保險有限公司董事兼總經理（1999年至2005年）
- 恒生銀行助理總經理兼保險業務主管（1999年至2005年）
- 恒生保險有限公司副總經理（1993年至1999年）

## 爭議

### 指封關建議極端
新冠肺炎在香港肆虐，2020年1月25日，陳健波出席節目時表示「封關」的建議是「極端措施」，做法會中斷兩地交流，又形容大家都是一家人，不可以隨便說要「停」，如果將來疫情很嚴重，死亡率很高，才應考慮實行。最後，政府在2020年2月8日引入強制檢疫措施。

### 指明主持內會主席選舉
2020年5月15日，立法會主席梁君彥在諮詢獨立法律意見後，決定引用《議事規則》「指明」陳健波做內會主持，並於同月18日主持內會主席選舉會議。。
5月18日，會議原定於早上11時開始，陳健波在10時20分進入會議室，其後民主派議員陸續抵達並進行抗議及衝擊，陳要求議員返回座位，以便進行會議，部分民主派議員繼續抗議及衝擊，被請離開會議室。會議進行一小時後投票。李慧琼獲得在席全部40名議員投票支持當選內會主席。

## 現任公共服務
- 香港中文大學醫院董事
- 市區重建局非官方非執行董事
- 廉政公署貪污問題諮詢委員會主席
- 香港交易所及結算所有限公司非執行董事
- 香港特別行政區行政會議非官守議員
- 香港特別行政區立法會議員
- 授勳及太平紳士遴選委員會委員
- 香港第十四屆全國人民代表選舉會議主席團成員

## 歷任公共服務
- 獨立監察警方處理投訴委員會副主席（2013年至2018年）
- 策略發展委員會非官方委員（2013年至2017年）
- 香港房屋委員會委員（2011年至2013年）
- 大珠三角商務委員會委員（2010年至2013年）
- 香港按揭證券有限公司獨立非執行董事（2007年至2015年）
- 香港再保險協會召集人（2006年至2008年）
- 健康與醫務發展諮詢委員會委員（2005年至2011年）
- 強制性公積金計劃諮詢委員會委員（2005年至2011年）
- 香港保險業聯會主席（2004年至2005年）
- (僱員補償)無力償債管理局主席（2003年至2005年）
- 香港特別行政區保險業諮詢委員會（2002年至20016年）
- 僱員補償援助基金管理局委員（2002年至2008年）
- 東亞保險業議會香港區首席代表（2002年）
- 一般保險總會主席（2001年至2002年）
- 香港特區政府行政上訴委員會（2000年至2006年）
- 香港國際仲裁中心管理委員會成員（1999年至2005年）
- 香港華商保險公會主席（1998年至2000年）

## 專業資格
- 英國特許保險學院院士

## 外部連結
- 陳健波個人網頁（页面存档备份，存于）
- 陳健波的Facebook專頁